# سیارک ۶۶۸۹
سیارک ۶۶۸۹ (به انگلیسی: 6689 Floss، نامگذاری:1981EQ24) شش هزار و ششصد و هشتاد و نهمین سیارک کشف شده‌است که در ۲ مارس ۱۹۸۱ کشف شد.
قدر مطلق سیارک برابر ۱۲.۳ است.